# 데이브 맥널리
|  |  | 좋은 글 후보 검토 진행 중 (참여하기) |

데이비드 아서 맥널리(영어: David Arthur McNally, 1942년 10월 31일~2002년 12월 1일)는 미국의 프로 야구 선수이다. 1962년부터 1975년까지 메이저 리그 베이스볼(MLB)에서 좌완 투수로 뛰었으며, 1966년부터 1971년까지 네 차례 아메리칸 리그(AL) 페넌트 우승을 비롯해 두 차례 월드 시리즈 우승을 차지한 볼티모어 오리올스 왕조의 일원으로 잘 알려져 있다. 세 차례 올스타에 선정되었으며, 1968년부터 1971년까지 4년 연속 20승 이상 거두었다. 팻 돕슨, 짐 파머, 마이크 쿠엘라와 함께 1971년 시즌 볼티모어 오리올스에서 20승 이상을 거둔 네 명의 투수 중 한 명으로, 현재에도 4명이 20승 이상을 거둔 역사상 마지막 투수진이다.
맥널리는 몬태나주 빌링스에서 태어났으며, 아버지가 오키나와 전투에서 사망하면서 어머니의 손에 키워졌다. 1960년 고등학교를 졸업하고 볼티모어 오리올스와 계약했고, 그로부터 2년 뒤에 메이저 리그에 데뷔했는데, 데뷔 첫 경기에서 완봉승을 거두었다. 1963년부터 1965년까지는 소속팀의 선발 로테이션에 자리를 잡고 기량을 가다듬었다. 다음해 월드 시리즈에서 두 번 선발로 나섰으며, 특히 두 번째 경기에서는 로스앤젤레스 다저스를 상대로 4–0 완봉승을 따냈다. 1967년에는 팔꿈치에 생긴 석회화건염으로 인해 시즌 후반기에 출전 시간이 줄어드는 등 어려움을 겪었다. 1968년에는 22승으로 아메리칸 리그 다승 부문 2위에 오르며 올해의 재기상을 수상했다.
1969년에 올스타에 처음 선정되었으며, 시즌 20승을 거뒀다. 그해 최초의 AL 챔피언십 시리즈에서 2차전에 선발 등판해 미네소타 트윈스를 상대로 11이닝 완봉 투구를 했으며, 소속팀은 월드 시리즈에 진출했다. 뉴욕 메츠와의 월드 시리즈에서 두 차례 경기에 나선 맥널리는 제리 쿠스먼을 상대로 홈런을 치는 등 분전했지만, 볼티모어 오리올스는 5차전까지 가는 승부 끝에 준우승에 머물렀다. 1970년에는 24승으로 아메리칸 리그 다승 1위를 질주했다. 그해 월드 시리즈 3차전에서 신시내티 레즈를 상대로 만루 홈런을 쳐냈으며, 볼티모어 오리올스는 4승 1패로 팀 역사상 두 번째 월드 시리즈 우승을 품에 안았다. 다음해 맥널리는 시즌 초반 6주 동안 부상으로 빠져 있었음에도 20승을 거둔 네 명의 투수 중 한 명으로 활약했다. 1971년 월드 시리즈 1차전에서 맥널리는 피츠버그 파이리츠를 상대로 승리를 올렸고, 5차전에서 패배 직후 다시 6차전에서 구원 등판해 승리를 거뒀다. 하지만 소속팀 볼티모어는 3승 4패로 준우승에 만족해야 했다.
1972년에는 개인 통산 세 번째로 올스타에 선정되었다. 그해에는 타선이 전년도보다 적은 득점력을 보이는 등의 영향으로 맥널리는 1964년 이후 처음으로 승보다 패가 많은 시즌을 보냈다. 1973년과 1974년에는 플레이오프에서 오클랜드 애슬레틱스와 맞붙었으나, 맥널리는 등판한 두 경기에서 모두 패배했다. 이후 변화가 필요성을 느끼고 1974년 시즌이 끝나고 팀에 트레이드를 요청했고, 볼티모어는 그를 몬트리올 엑스포스로 보냈다. 몬트리올에서 1975년 시즌 중 속구 피칭에 어려움을 느끼고 은퇴를 선택했다. 1975년 시즌 후 보류 조항에 대해 문제 제기를 했고, 이는 야구계에서 자유계약선수제도가 탄생하는 역사적인 자이츠 판결로 이어졌다. 맥널리는 은퇴 후 고향 빌링스로 돌아와 자동차 판매원으로 일하다 2002년에 암으로 세상을 떠났다. 볼티모어 오리올스 명예의 전당에 헌액된 맥널리는 여러 기록 부문에 이름을 올리고 있는 등 구단 역사에 발자취를 남겼다.

## 어린 시절
데이브 맥널리는 1942년 10월 31일 미국 몬태나주 빌링스에서 출생했다. 맥널리가 3살이 되기 전 아버지 제임스는 오키나와 전투에서 유명을 달리했다. 남편을 잃은 아내 베치는 가족을 부양하기 위해 복지 시설에서 일했다. 데이브는 네 명의 자녀 중 막내였고, 빌링스 센트럴 가톨릭 고등학교를 다녔다. 하지만 학교에는 야구팀이 없었고 맥널리는 청소년기에 미국 재향 군인회 야구팀이었던 빌링스 로열스에서 야구를 경험했다. 맥널리가 빌링스 로열스에서 뛸 당시 팀은 14회 연속 주 대회에서 우승을 차지했고, 재향 군인회 월드 시리즈에도 두 차례 출전했다. 1960년, 맥널리는 투수로 18승 1패의 성적을 거뒀다. 볼티모어 오리올스와 로스앤젤레스 다저스가 그를 영입하고자 했고, 맥널리는 18세 생일이 되기 한 달 전인 1960년 9월에 볼티모어와 계약을 맺었다. 맥널리는 나중에 이야기하기를 오리올스가 얼마나 많은 어린 투수 유망주를 보유하고 있는지 알고 있었다면 대신 다저스와 계약했을 거라며 웃으며 이야기했다. 맥널리와 계약한 스카우트 짐 루소는 짐 파머와 부그 파월과도 성공적으로 계약을 맺었다.

## 마이너 리그 경력
오리올스 구단 측은 1960년 9월 맥널리를 교육 리그로 보내 그곳에서 뛰게 했고, 다음해에는 클래스 AA 텍사스 리그의 빅토리아 로즈버즈로 보냈다. 맥널리는 그곳에서 4차례 선발 등판해 평균자책점(ERA) 6.16에 오직 3패만을 기록하며 좋지 않은 성적을 거두었고, 구단 측은 그를 다시 클래스 B 일리노이 인디애나 아이오와 리그의 폭스시티스 폭시스로 다시 내려보냈다. 맥널리는 그곳에서 25경기에서 8승 10패로 여전히 승보다 패가 많았지만 평균자책점은 4.18로 나아진 성적을 기록했다.
1962년 클래스 A 이스턴 리그의 엘마이라 파이오니어스에서 뛴 맥널리는 그해 소속팀에서 가장 좋은 활약을 펼친 선수였다. 16승을 거둔 폴 자이츠에 이어 윌버 우드와 소니 시버트와 함께 15승으로 다승 부문 공동 2위에 올랐으며, 234탈삼진을 거둔 밥 헤프너의 뒤를 이어 195탈삼진으로 이 부문 리그 2위, 196이닝 투구로 존 프레겐저와 함께 리그 공동 8위, 스티브 댈코우스키의 6완봉, 리처드 슬롬코스키의 5완봉에 이어 4완봉으로 이 부문 빌 핸즈와 프레겐저와 함께 리그 공동 3위에 올랐다. 평균자책점은 3.08을 기록했다.

## 메이저 리그 경력

### 볼티모어 오리올스 (1962~74)

#### 메이저 리그에 안착하다 (1962~65)

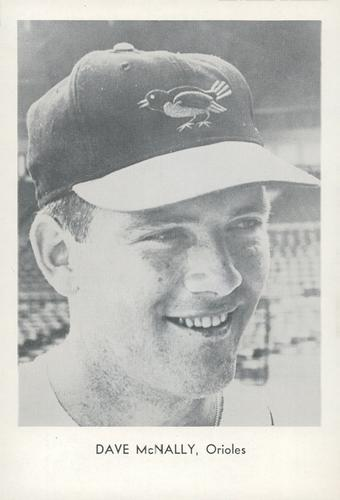
1966년의 모습

1962년 엘마이라에서 시즌을 보낸 후, 맥널리는 그해 9월 빅리그로의 콜업을 받고 한 차례 선발 등판 기회를 얻었다. 9월 26일 캔자스시티 애슬레틱스를 상대로 치르는 더블헤더 첫 경기에 나섰다. 맥널리 자신은 “무서워 죽을 지경이에요.”라고 말했지만, 상대 팀 타선을 9이닝 동안 2피안타로 막아내며 완봉승을 따냈다.
1963년 시즌 시작 전 인터뷰에서, 빌리 히치콕 볼티모어 감독은 팀 투수진에 “필요한 다른 어떤 것이든” 제공해줄 수 있는 유망주 중 한 명이라고 밝혔다. 댈코우스키의 부상으로 맥널리는 좌완 구원 역할로 팀에 합류할 수 있었다. 불펜에서의 시즌 첫 등판 이후 척 에스트라다의 부상으로 4월 20일 대체 선발로 나선 맥널리는 클리블랜드 인디언스를 상대로 7–1 완투승을 거뒀다. 이 경기를 포함해 선발 등판한 시즌 첫 두 경기에서 승리를 거뒀지만, 이후 다음 두 경기에서 각각 7실점과 5실점을 내준 후 다시 불펜으로 돌아가서 6월 초까지 구원 투수로 기용되었다. 에스트라다는 6월 8일에 팔꿈치에 외골증과 석회질이 발견되면서 부상자 명단에 등재되었고, 6월 12일에 그를 대신해 맥널리가 선발 로테이션에 포함되어 이후 시즌이 종료될 때까지 선발투수로 기용되었다. 6월 12일 경기에서 맥널리는 뉴욕 양키스를 상대로 7+1⁄3이닝 동안 2실점(1자책)으로 호투했지만, 후속 투수의 실점으로 3–2로 패배하면서 노 디시전 경기가 되었다. 8월 22일에는 캘리포니아 에인절스를 상대로 8탈삼진 1실점하며 5–1 완투승을 거뒀다. 맥널리의 루키 시즌 성적은 29경기(20선발)에서 125+2⁄3이닝 동안 7승 8패, 평균자책점 4.58, 78탈삼진, 55볼넷, 133피안타를 기록했다. 1963년 시즌이 끝난 겨울, 맥널리는 푸에르토리코에서 야구를 하며 자신의 투구 향상을 위해 노력했다.
1964년 시즌 맥널리는 대부분 선발로 기용되었다. 5월 12일에는 워싱턴 세너터스를 상대로 2안타만을 내주며 5–0 완봉승을 거뒀다. 6월 2일에는 캔자스시티를 상대로 4–0 완봉승을 기록했다. 8월 15일까지 22경기(21선발)에서 7승 10패, 평균자책점 3.89를 기록했으며, 그 이후에는 2경기 선발 등판을 제외하고 구원 투수로만 기용되었다. 9월 7일 캔자스시티와의 더블헤더 두 번째 경기에서는 선발 등판했으나 첫 네 명의 타자 모두에게 출루와 득점을 허용한 뒤 강판되며 팀의 6–1 패배를 막지 못했고, 이 경기는 맥널리가 선발 등판한 경기 중 가장 적게 투구한 경기 중 하나가 되었다. 10월 1일에는 세너터스를 상대로 선발 등판해 7회 돈 록에게 2루타를 허용하기 전까지 노히터 피칭을 했으며, 결과적으로 완봉승을 거뒀다. 이해 30경기(23선발)에서 159+1⁄3이닝 동안 9승 11패, 평균자책점 3.67, 88탈삼진, 51볼넷, 157피안타를 기록했으며, 3완봉으로 다른 네 명의 투수와 함께 이 부문 아메리칸 리그 9위에 올랐다.
1965년 스프링 트레이닝에서 오리올스 구단은 맥널리가 투구를 할 때 상대 타자에게 자신의 버릇이 노출되고 있음을 알아챘고, 맥널리는 시즌 시작 전에 이를 수정했다. 시즌에 들어서는 종종 구원으로 등판하기도 했지만, 주로 팀의 5선발을 맡았다. 5월 말까지 4.19의 평균자책점을 기록했으나, 그 이후 더 나은 투구를 보여주었다. 시즌 중에 금연하고 9kg 정도 살이 찌면서 성적 향상에 영향을 끼쳤지만, 시즌 후 다시 흡연을 시작했다. 그해 8월 4일 에인절스와의 더블헤더 2차전에서는 8–0 완봉승을 거뒀다. 같은 해 10월 1일에는 클리블랜드를 상대로 한 더블헤더 1차전에서 상대 타선을 2피안타로 막고 2–0 완봉승을 거뒀는데, 이는 2년 연속 같은 날의 완봉승이었다. 이해 11승 6패로 데뷔 첫 10승 시즌을 보냈으며, 35경기(29선발)에서 198+2⁄3이닝 동안 2.85의 평균자책점, 116탈삼진, 73볼넷, 163피안타를 기록했다.

#### 월드 시리즈 우승, 부상, 그리고 복귀 (1966~68)
1966년 4월 16일, 시즌 첫 등판이었던 맥널리는 양키스를 상대로 7+1⁄3이닝 동안 2실점하며 팀의 7–2 승리에 기여했다. 같은 해 7월 21일에는 팀이 6–2로 리드하고 있는 상황에서 디트로이트 타이거스를 상대로 완투승에 아웃카운트 하나만을 남겨놓고 있었다. 하지만 데이비 존슨이 실책을 저지르면서 실점이 하나 더 늘어났고, 이후 주자 돈 워트를 홈으로 불러들이는 적시 2루타가 터지면서 행크 바우어 감독은 맥널리를 내리고 에디 피셔로 교체했다. 결과적으로 맥널리는 4실점(2자책)했으나, 이후 팀이 실점하지 않고 6–4로 경기를 마무리하면서 맥널리는 승리를 챙겼다. 맥널리는 7월까지 10승 3패로 질주했지만, 남은 시즌 두 달 동안 3승 3패를 거뒀다. 그 3승 중 1승을 8월 6일 세너터스와의 경기에서 4–0 완봉승으로 따냈다. 미국야구연구협회의 마크 아머는 맥널리를 1966년 “팀에서 가장 꾸준한 선발투수”로 꼽았다. 맥널리는 이번 시즌 34경기(33선발)에서 213이닝 동안 13승 6패, 평균자책점 3.17, 158탈삼진, 64볼넷, 212피안타를 기록했다. 타격에 있어서는 시즌 중반에 투수로서는 이례적으로 높은 2할 5푼 대의 타율을 기록하기도 했지만, 시즌 종료 시점의 타율은 .195였다. 시즌 중 타격에 대해 묻는 질문에, 맥널리는 “저는 저 자신의 타격에 대해 굳이 설명하지 않아도 돼요. 그러니까 제 말은, 테드 윌리엄스가 설명해야 했나요?”라고 답했다.

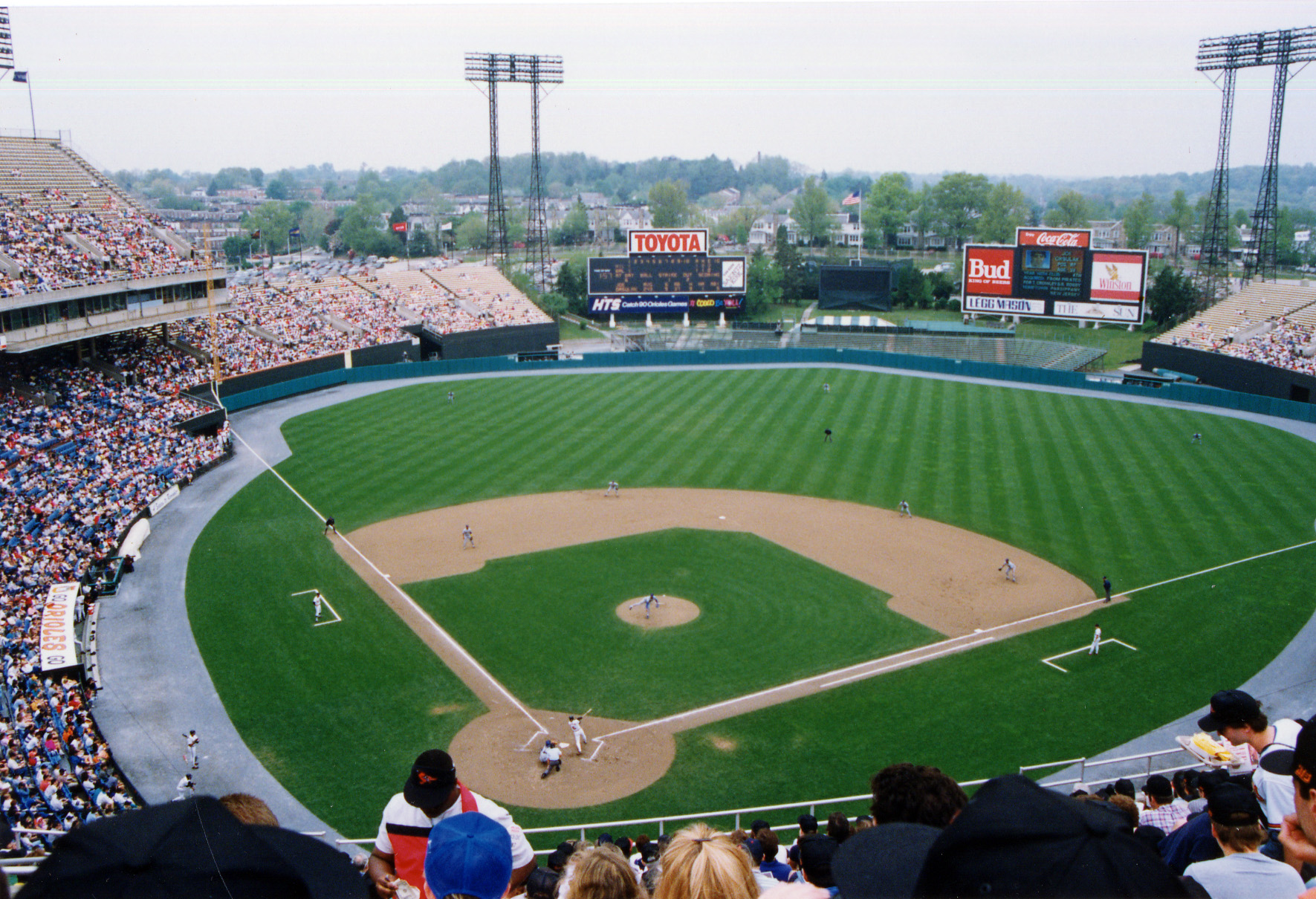
맥널리의 볼티모어 오리올스 시절 홈구장이었던 메모리얼 스타디움

볼티모어 오리올스는 1966년 아메리칸 리그 페넌트 우승을 차지했고, 1966년 월드 시리즈에서 디펜딩 챔피언인 로스앤젤레스 다저스와 맞붙었다. 4차전에서 양 팀의 선발 맥널리와 돈 드라이즈데일은 각각 4안타를 허용했다. 이날 볼티모어의 안타 중 하나였던 프랭크 로빈슨의 4회 결승 홈런으로 볼티모어는 1–0 승리를 거뒀다. 맥널리는 나중에 “그날 제게 많은 일이 있었죠. 속구의 움직임은 충분했고, 커브와 체인지업은 꽤 좋았어요.”라고 말했다. 1차전에서 맥널리를 대신해 3회 구원 등판한 모 드라보스키가 선행 주자 루 존슨을 홈으로 불러들이는 밀어내기 볼넷을 허용한 후 6+2⁄3 무실점 투구를 했고, 이후 2, 3차전에서 각각 짐 파머와 월리 벙커의 완봉승을 거뒀고 이에 뒤이어 맥널리 또한 4차전을 완봉승으로 장식하면서 볼티모어 투수진은 33+1⁄3이닝 연속 무실점으로 포스트시즌 기록을 세웠다. 맥널리, 벙커, 파머 세 명이 합쳐서 정규 시즌에 완봉승이 딱 한 차례 있었는데, 그 경기는 8월 6일 세너터스전에서 맥널리가 거둔 것이었다. 이로써 볼티모어 오리올스는 구단 역사상 첫 월드 시리즈 우승을 차지했고, 3루수 브룩스 로빈슨이 맥널리가 있는 마운드로 달려가며 공중으로 뛰어가는 장면은 오리올스 구단의 명장면 중 하나로 남았다.
1967년, 맥널리는 볼티모어 오리올스의 개막전 선발투수로 등판했다. 같은 해 4월 16일, 캘리포니아 에인절스와의 더블헤더 첫 경기에서 맥널리는 무실점 투구를 이어가다 8회에 2점을 내줬다. 9회에 들어서기 전까지 양 팀의 점수는 4–2로 볼티모어가 리드하고 있었고, 맥널리는 9회 첫 두 타자를 아웃시켰다. 하지만 이후 호세 카르데날과 돈 민처에게 백투백 홈런을 허용하면서 동점이 되었고, 맥널리는 마운드에서 내려와야 했다. 이 경기는 10회 에인절스가 결승 득점을 올리며 5–4로 승리했다. 맥널리는 지난해와 지지난해 시즌에 6패를 당했지만, 이번 시즌에는 6월 18일까지 이미 5패를 기록했고 평균자책점은 5.71까지 올라온 상황이었다. 그해 6월에 맥널리의 팔꿈치에서 석회질이 발견되었고, 의료진은 체액을 빼내고 코르티손을 주사하는 치료를 진행했다. 첫 번째 코르티손 주사를 맞은 후인 7월 6일에 맥널리는 시카고 화이트삭스를 상대로 5–1 완투승을 거뒀다. 일주일 후 보스턴 레드삭스와의 더블헤더 2차전에서도 선발 등판해 타선의 10득점 지원 속에 완봉승을 거뒀다. 하지만 남아있는 부상의 여파로 7월 21일 이후 네 경기 출전에 그쳤다. 이해 시즌 성적은 24경기(22선발)에서 119이닝 동안 7승 7패, 평균자책점 4.54, 70탈삼진, 39볼넷, 134피안타를 기록했다.
맥널리는 1968년 시즌 팀의 다섯 번째 경기였던 4월 17일 오클랜드 애슬레틱스와의 경기에 선발로 나서 1실점 완투승을 거뒀고, 소속팀은 4–1로 승리했다. 그해 7월 두 번째 선발 등판 경기까지 평균자책점이 2.23으로 준수했지만, 8승 8패로 비교적 승운이 따르지 않은 모습이었다. 얼 위버가 볼티모어 오리올스의 감독으로 교체된 후 첫 경기인 7월 11일, 맥널리는 세너터스를 상대로 2피안타 완봉승을 기록했으며 이날 경기 시간은 2시간 12분밖에 걸리지 않았다. 이 승리는 개인 12연승(노 디시전 포함)의 시작점이었다. 7월 20일에는 디트로이트를 상대로 6+1⁄3이닝 1실점 피칭과 함께 이해 31승을 거둔 데니 매클레인을 상대로 메이저 리그에서 첫 홈런를 터뜨리며 소속팀의 5–3 승리를 이끌었다. 12연승의 마지막이었던 9월 28일 경기에서는 오리올스가 화이트삭스를 상대로 3–2로 승리한 가운데, 맥널리는 2실점(무자책) 완투로 데뷔 첫 20승 고지에 올랐다. 그해 모두 22승을 올리며 매클레인(31승)에 이어 다승 부문 AL 2위에 올랐고, 평균자책점 1.95로 루이스 티안트(1.60), 샘 맥도웰(1.81)에 이어 이 부문 AL 3위, 202탈삼진으로 이 부문 AL 5위, 5완봉으로 조지 브루넷과 함께 이 부문 AL 7위, 273이닝으로 이 부문 AL 4위에 이름을 올렸다. 또한 WHIP(이닝당 안타 및 볼넷 허용률) 0.842로 1906년 바니 펠티가 달성한 구단 역사상 최저 WHIP 기록을 깨뜨리는 한편 이 부문 AL 1위에도 올랐다. 타격에서도 시즌 동안 3홈런을 기록하는 등의 활약을 보였으며, 1973년에 아메리칸 리그가 지명 타자를 도입하기 전까지 이후 매 시즌 1개 이상의 홈런을 기록했다. 부상으로부터 성공적으로 복귀한 맥널리는 메이저 리그 베이스볼 올해의 재기상을 수상했으며, 아메리칸 리그 최우수 선수상(MVP) 투표에도 5위에 올랐고 팀 내 MVP에 선정되었다.

#### 3년 연속 월드 시리즈 진출 (1969~71)
1968년 마지막 두 경기를 연승으로 마무리한 맥널리는 1969년 시즌 시작과 함께 15승 무패를 내달렸다. 8월 3일 미네소타 트윈스와의 경기에서 리치 리스에게 만루 홈런을 허용하며 첫 패를 떠안았으며, 20승 7패의 기록으로 시즌을 마쳤다. 지난 시즌 기록을 포함해 기록한 17연승은 당시 아메리칸 리그 기록이었으며, 시즌 개막 후 달성한 15연승은 아메리칸 리그 최다 연승 기록과 동률이었다. 그해 4월 12일에 세너터스를 상대로 4안타만을 허용하며 9–0 완봉승을 거뒀다. 5월 15일에는 9회 1아웃까지 노히터 피칭을 하다가 세사르 토바르에게 안타를 허용했고, 후속 타자 로드 커루를 병살로 잡아내며 완봉승을 따냈다. 6월 15일 화이트삭스전과 6월 19일 세너터스전에서는 두 경기 연속 완봉승을 기록했다. 이러한 활약으로 맥널리는 데뷔 첫 올스타에 선정되었다. 시즌 마지막 두 달간은 5승 7패로 상대적으로 저조했지만, 소속팀 볼티모어는 아메리칸 리그 동부에서 우승해 포스트시즌에 돌입했다. 시즌 20승으로 매클레인의 24승, 팀 동료 마이크 쿠엘라의 23승에 뒤이어 멜 스토틀마이어와 데이브 보스웰과 함께 AL 3위에 이름을 올렸으며, 4완봉으로 다른 다섯 명의 투수와 함께 이 부문 AL 4위, 166탈삼진으로 AL 9위, 매클레인의 40경기 선발 출전에 이어 이 부문 AL 2위에 올랐다. 시즌 후 아메리칸 리그 MVP 투표에는 13위에, 아메리칸 리그 사이 영 상 투표에서는 4위에 올랐다.
5전 3선승제로 신설된 아메리칸 리그 챔피언십 시리즈(ALCS)에서 볼티모어 오리올스는 미네소타 트윈스와 맞붙었으며, 이 시리즈의 승자가 월드 시리즈에 진출하게 되었다. 맥널리는 2차전에서 상대 타선을 9이닝 동안 3피안타 무실점으로 막았지만 볼티모어가 한 점도 내지 못하면서 경기는 연장으로 흘러갔고, 여전히 마운드에 오른 맥널리는 10회를 무안타로 막아냈다. 이어 11회초 2아웃 상황에서는 하먼 킬러브루와 토니 올리바에게 연속으로 볼넷으로 허용하며 스코어링 포지션에 주자를 내보냈지만, 후속 타자 밥 앨리슨이 좌익수 돈 뷰퍼드에게 향하는 라인드라이브 타구로 아웃되었다. 11회말에 커트 머튼이 끝내기 안타를 쳐내면서 오리올스는 1–0 승리를 거뒀다. 이날 맥널리의 완봉은 메이저 리그 포스트시즌 역사상 가장 긴 이닝을 던지며 기록한 완봉 경기로 남아있으며, MLB.com의 윌 리치는 2018년에 이 경기를 두고 오리올스 구단 역사상 가장 흥미진진했던 포스트시즌 경기라고 평했다. 볼티모어는 1969년 월드 시리즈에서 뉴욕 메츠와 맞붙었다. 2차전 9회초 점수 1–1 상황에서 오리올스의 마운드를 지키고 있던 맥널리는 2아웃 상황에서 3개의 단타를 내주며 메츠의 2–1 역전을 허용했다. 그 2점이 맥널리가 상대에게 허용한 유일한 점수였지만, 메츠는 이 점수로 승리를 가져갔다. 5차전에서 맥널리는 제리 쿠스먼을 상대로 2점 홈런을 쳐냈고, 3–3 동점 상황에서 7회까지 마운드를 지켰다. 하지만 이후 뉴욕 메츠가 2점을 내면서 5차전 승리와 동시에 월드 시리즈 우승을 차지했다.
1970년 6월 9일, 맥널리는 톰 머피를 상대로 홈런을 쳐냈으며 마운드 위에서는 7이닝 동안 상대 타선을 3실점으로 막아냈지만, 이후 등판한 불펜 투수들이 추가 실점을 하면서 볼티모어가 7–5로 패배했다. 같은 해 6월 21일에는 선발투수로 나서 9회까지 등판했으나 이후 피트 리처트로 교체되었고, 상대 팀 워싱턴을 2실점으로 막아냈고 소속팀이 4–2로 승리하면서 메이저 리그 통산 100승을 달성했다. 맥널리는 올스타 팀 감독을 맡은 위버 감독의 선택으로 2년 연속 올스타에 선정되었다. 이후 7월 18일까지 12승 7패, 평균자책점 4.38을 기록했지만, 남은 시즌 동안 평균자책점 1.96에 12승 2패로 더 나은 활약을 보여주였으며 같은 기간 소속팀은 맥널리가 등판한 17경기에서 14승을 거뒀다. 7월 26일부터 8월 29일까지는 9연승을 거뒀으며, 그중 8월 21일 경기에서는 에인절스를 상대로 5–0 완봉승을 거뒀다. 그로부터 나흘 뒤에는 애슬레틱스를 상대로 10안타를 허용했으나 1실점으로 막으며 완투승을 거뒀고, 소속팀은 5–1로 승리했다. 이 경기는 맥널리의 시즌 20승 달성 경기였다. 8월 29일에는 밀워키 브루어스를 상대로 1실점(무자책) 완투승을 거뒀고, 소속팀은 6–1로 승리했다. 1970년 시즌의 볼티모어 오리올스는 파머, 쿠엘라, 맥널리의 선발진의 호투 속에 시즌 최다 연패가 3연패(두 차례)에 불과했고, 두 차례 모두 다음 경기에서 맥널리의 승리로 더 이상의 연패로 이어지지 않았다. 맥널리는 이번 시즌 24승을 거두며 짐 페리, 팀 동료 쿠엘라와 함께 아메리칸 리그 다승 부문 1위를 질주했다. 탈삼진 부문에서는 185개로 AL 7위, 선발 등판 횟수 40회로 다른 네 명의 투수와 함께 아메리칸 리그 최다 선발 등판을 기록했으며, 296이닝을 투구해 이 부문 AL 4위에 이름을 올렸다. 시즌 후 실시된 아메리칸 사이 영 상 투표에서 맥널리는 짐 페리에 이은 2위에 올랐고, 아메리칸 리그 MVP 투표에서는 16위에 이름을 올렸다.
볼티모어 오리올스는 ALCS에서 2년 연속 미네소타 트윈스와 맞붙었다. 2차전에 선발 등판한 맥널리는 첫 3이닝을 무안타로 막았고, 그동안 팀 타선은 3점을 냈다. 4회에는 상대 투수 톰 홀을 상대로 1타점 적시타를 터뜨리며 점수차를 4–0으로 벌렸다. 4회말에는 선두 타자 레오 카르데나스에게 볼넷을 내준 뒤 킬러브루와 올리바에게 백투백 홈런을 허용하며 점수가 4–3으로 좁혀졌다. 하지만 이후 트윈스의 타선을 무실점으로 막았고, 볼티모어는 11–3으로 경기에서 승리했으며 이후 시리즈를 스윕했다. 이해 월드 시리즈에서 볼티모어는 신시내티 레즈와 맞붙었다. 시리즈 3차전에 선발 등판한 맥널리는 2회에 1실점했지만 이후 6회까지 더 이상의 실점을 허용하지 않았으며, 그동안 팀 타선은 다득점을 올렸다. 6회말 1아웃 상황에서 상대 팀 투수 토니 클로닌저는 폴 블레어에게 안타를 허용한 뒤 강판되었고, 이후 등판한 웨인 그레인저가 브룩스 로빈슨에게 2루타를 맞은 뒤 데이비 존슨을 고의볼넷으로 내보내고 다음 타자 앤디 에체바렌을 삼진 아웃으로 잡아냈다. 그리고 2아웃 만루 상황에서 맥널리가 타석에 들어섰다. 맥널리는 그레인저가 투구한 공을 좌측 담장 밖으로 넘겨버리며 메이저 리그 역사상 월드 시리즈에서 만루 홈런을 때려낸 유일한 투수가 되었다. 이후 맥널리는 추가로 2점을 더 내주었지만 소속팀이 넉넉한 점수차로 리드하며 결국 9–3으로 승리했다. 이후 4차전을 내준 볼티모어는 5차전에서 승리하며 월드 시리즈 우승을 차지했고, 맥널리는 개인 두 번째 월드 시리즈 우승을 경험했다. 머튼이 맥널리에게 빌려주었던, 만루 홈런을 때려낸 야구 배트는 쿠퍼스타운에 있는 미국 야구 명예의 전당에 전시되어 있다.
1971년 시즌을 앞두고 볼티모어 오리올스는 맥널리의 봉급을 8만 5천 달러로 상향했다. 시즌 개막전에 선발 등판한 맥널리는 2실점 완투승을 거뒀고, 소속팀은 3–2로 승리했다. 4월 23일, 캘리포니아 에인절스와 맞붙은 맥널리와 상대 선발 클라이드 라이트는 8회까지 각자 상대 타선을 2실점으로 막으며 호투했지만, 볼티모어가 9회 6득점하면서 8–2 승리를 거뒀다. 9월 7일, 맥널리는 9이닝 동안 클리블랜드 타선을 1실점으로 봉쇄했고, 타석에서는 맥도웰을 상대로 2점 홈런을 터뜨리며 팀의 3–1 승리를 이끌었다. 7월과 8월 중에는 팔 부상으로 인해 6주 동안 결장한 기간이 있었지만, 9월 21일 양키스를 상대로 완봉승을 거두며 팀 내 투수 중 처음으로 시즌 20승 고지에 올랐다. 1971년 오리올스의 투수진에는 맥널리를 포함해 팻 돕슨, 파머, 쿠엘라까지 네 명이 20승을 달성하는 쾌거를 이뤘다. 투수 4명 20승 달성은 1920년 시카고 화이트삭스 이후 처음이었다. 맥널리는 팀 내 투수진 중에 가장 많은 21승을 따내면서 다승 부문 캣피시 헌터와 함께 AL 4위에 올랐으며, 평균자책점은 2.89로 AL 7위, 승률은 .808로 AL 1위에 올랐다. 시즌 30번의 선발 등판에서 224+1⁄3이닝을 던지며 21승 5패, 91탈삼진을 기록했다. 아메리칸 리그 사이 영 상 투표에는 4위, AL 최우수 선수 투표에는 11위에 이름을 올렸다. 맥널리가 1968년부터 세운 4년 연속 20승은 레드 러핑이 1936년부터 1939년까지 달성한 이후 최초의 기록이었다.
1971년의 볼티모어 오리올스는 3년 연속 아메리칸 동부 지구 우승을 차지했으며, ALCS에서 오클랜드 애슬레틱스와 맞붙었다. 1차전에 선발 등판한 맥널리는 7이닝 3실점으로 버텼으나 경기 후 최고의 기량을 보여주지 못했다며 아쉬워했다. 한편 타선은 3–1로 지고 있는 상황에서 7회 4득점하며 역전했고, 결국 최종 스코어 5–3으로 승리하며 맥널리는 승리 투수가 되었다. 오클랜드를 스윕한 볼티모어는 1971년 월드 시리즈에서 피츠버그 파이리츠와 맞붙었다. 맥널리가 1차전 선발로 나서자 대니 머토 파이리츠 감독은 선발 명단에 좌타자 리치 허브너와 알 올리버를 제외하고 대신 활약은 상대적으로 미미했던 호세 파간, 진 클라인스를 포함시켰다. 2회에 마크 벨랑거와 엘로드 헨드릭스의 연이은 실책으로 맥널리는 피츠버그에게 3실점(무자책)했다. 하지만 상대 타선을 상대로 3안타만을 내주고 19타자 연속 범타 처리를 하는 등 이후 점수를 전혀 내주지 않으며 완투했고, 결국 볼티모어는 5–3으로 승리했다. 이후 맥널리는 5차전에도 선발투수로 나섰으나 4이닝 동안 4실점(3자책)했고 소속팀은 4–0으로 패했다. 6차전에서는 10회초 2아웃 2–2 동점인 상황에서 구원 등판해 윌리 스타젤을 볼넷으로 내보내며 만루 위기를 맞았으나, 올리버를 뜬공으로 잡아내며 무실점으로 막았다. 10회말에 브룩스 로빈슨이 끝내기 희생 플라이를 쳐내며 볼티모어가 3–2로 승리했고, 맥널리는 구원승을 따냈다. 7차전에서는 루상에 두 명의 주자가 있는 상황에서 구원 등판해 스타젤을 상대해 땅볼 아웃을 유도해 이닝을 마무리했다. 하지만 볼티모어가 2–1로 경기에서 패배했고, 피츠버그는 7차전 승리로 월드 시리즈 우승을 품에 안았다.

#### 연봉 인상, 저조한 득점 지원 (1972~74)

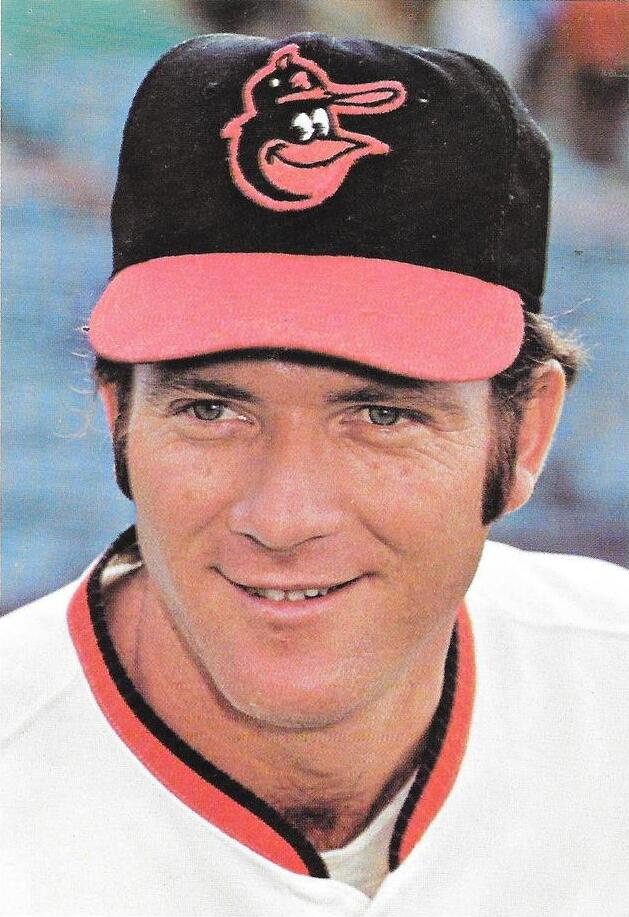
1973년의 모습

1972년, 볼티모어 오리올스는 맥널리의 봉급을 10만 5천 달러로 다시 인상했다. 오리올스의 시즌 두 번째 경기가 치러진 4월 17일, 맥널리는 양키스를 상대로 4–0 완봉승을 이끌어냈다. 시즌 첫 선발 등판 다섯 차례에서 네 차례 완봉승을 거뒀다. 7월 5일에는 화이트삭스를 상대로 팀 타선이 1점밖에 지원해주지 않았음에도 완봉승을 거두기도 했다. 올스타전에도 개인 통산 세 번째로 이름을 올렸지만, 10회 조 모건에게 끝내기 안타를 맞으며 패전 투수가 되었다. 맥널리는 7월 22일까지 10승 7패의 성적을 거뒀으나 이후 남은 기간 3승 10패로 성적이 좋지 않았는데, 이는 오리올스 타선의 저조한 득점 지원도 영향을 끼쳤다. 평균자책점은 2.95로 지난해와 크게 차이가 없었지만, 팀 타선은 지난해 경기당 4.7득점을 기록한 데 비해 1972년에는 경기당 3.3득점에 그쳤다. 이러한 결과로 맥널리의 이해 시즌 성적은 13승 17패로 1964년 이후 처음으로 승보다 패가 많은 시즌을 보냈으며, 스토틀마이어와 팀 동료 돕슨의 18패의 뒤를 이어 다른 투수 4명과 함께 17패로 투수 패전 부문 AL 3위에 자리했다. 또한 6완봉으로 타이언트, 로저 넬슨과 함께 이 부문 AL 4위에 이름을 올렸다.
맥널리는 1973년 시즌을 4월 6월 브루어스전의 완봉승으로 시작했다. 6일 후에는 디트로이트를 상대로 9+2⁄3이닝 동안 3피안타 무실점으로 막으며 호투했고, 10회 볼티모어가 점수를 내면서 1–0 승리를 거뒀다. 5월 9일 오클랜드전에서는 10이닝을 투구했으나, 조 루디에게 결승 2루타를 허용하면서 소속팀은 4–3으로 패했다. 6월 27일 양키스전에서는 10안타를 맞았으나 상대팀을 완봉으로 막으면서 오리올스의 4–0 승리를 이끌었다. 9월 2일에는 양키스를 상대로 다시 완봉승을 거뒀고, 양 팀간의 점수는 1–0이었다. 맥널리는 8월 3일 선발 등판까지 포함해 9승 12패의 성적을 거두었다. 그리고 9월 23일 브루어스전에서 승리를 거두며 17승 16패로 5할 이상의 승률을 기록했지만, 6일 뒤 시즌 마지막 등판 경기에서 패전 투수가 되며 17승 17패로 시즌을 마무리했다. 시즌 최종 성적은 38경기에 선발 등판해 266이닝 동안 평균자책점 3.21, 87탈삼진, 81볼넷, 247피안타였다. 시즌 17패는 버트 블라일레븐과 루디 메이와 동률로 AL 5위였으며, 평균자책점 3.21은 AL 9위였다.
1973년, 볼티모어 오리올스는 아메리칸 동부 지구에서 다시금 우승을 차지했으며, 1973년 아메리칸 리그 챔피언십 시리즈에서 오클랜드와 맞붙었다. 시리즈 2차전에 선발 등판한 맥널리는 7+2⁄3이닝 동안 4피홈런 5득점을 허용하며 소속팀의 6–3 패배를 막지 못했다. 2차전이 맥널리가 이번 시리즈에서 유일하게 등판한 경기였고, 오클랜드는 5차전까지 가는 승부 끝에 시리즈 승리를 가져왔다.
1974년 6월 15일, 맥널리는 화이트삭스 타선을 11이닝 3실점으로 막았고, 11회말 부그 파월이 끝내기 결승 홈런을 쳐내며 승리 투수가 되었다. 정확히 2주 후에 양키스를 상대로 2피안타 완봉승을 거뒀고, 오리올스는 2–0으로 승리했다. 7월 3일에는 보스턴 레드삭스와의 더블헤더 1차전에 선발 등판해 1회에만 두 차례 보크를 허용했다. 맥널리와 위버 감독은 10분 동안 보크 판정에 대해 항의했고, 그 여파로 맥널리는 퇴장을 당했다. 이 경기에서 9–2 승리를 거둔 볼티모어는 더블헤더 2차전 9회에 맥널리를 등판시켰고, 맥널리는 이후 잘 틀어막으면서 세이브를 챙겼고 볼티모어가 6–4 승리를 거뒀다. 이후 7월 28일까지 8승 8패의 성적을 거두었지만, 이후 남은 시즌 동안 8승 2패를 거두며 16승 10패로 시즌을 마무리했다. 8월 18일 경기에서는 캔자스시티 로열스를 무실점으로 막으며 팀의 1–0 승리에 기여했다. 9월 24일 볼티모어에서 벌어진 경기에서는 알 칼라인의 통산 3,000안타 허용 투수가 되었으며, 맥널리는 이날 경기에서 승패를 기록하지 못했다. 소속팀 오리올스는 5–4로 승리했다. 시즌 최종 성적은 39경기(37선발)에서 259이닝 동안 16승 10패, 111탈삼진, 81볼넷, 260피안타를 기록했다. 네 차례 완봉승을 기록하며 아메리칸 리그에서 다른 다섯 명의 투수와 함께 이 부문 6위에 올랐다. 평균자책점은 3.58로 리그 평균보다 0.04 낮았으나, 이는 부상으로 인해 어려움을 겪었던 1967년 시즌 이후 가장 높은 수치였다. 시즌 후 맥널리는 신생팀에 가면 도움이 되는 역할을 할 수 있을 거라 판단하여 트레이드를 요청했다.

### 몬트리올 엑스포스 (1975)

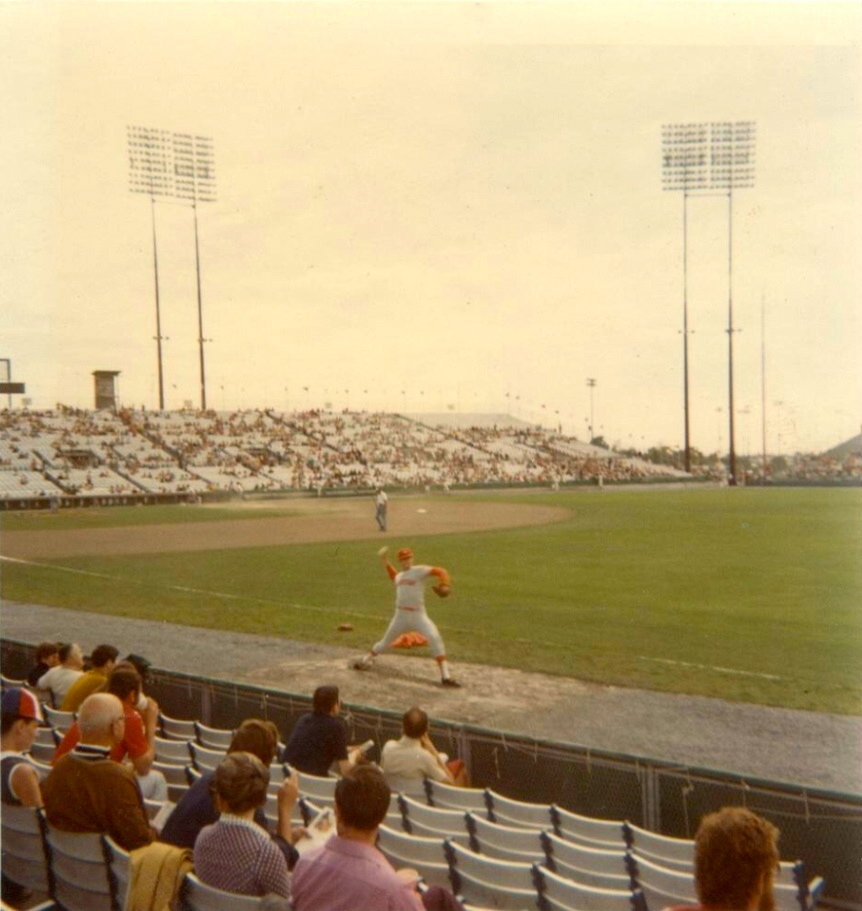
몬트리올 엑스포스가 1975년 시즌 홈구장으로 사용했던 제리 파크 스타디움

1974년 12월 4일, 볼티모어 오리올스의 맥널리와 리치 코긴스, 마이너 리그의 우완 투수 빌 커크패트릭과 몬트리올 엑스포스의 켄 싱글턴, 마이크 토레즈를 서로 교환하는 트레이드가 성사되면서, 볼티모어에서의 맥널리의 13년 여정은 끝이 났다. 1974년 시즌 동안 몬트리올에는 3주 정도의 기간을 제외하고 좌완 투수가 전혀 없었기 때문에, 몬트리올은 맥널리와 디트로이트 타이거스 출신의 우디 프라이먼이라는 두 명의 좌완 투수를 같은 날에 동시에 영입했다.
1975년 4월 7일, 몬트리올 엑스포스의 개막전 선발투수로 나선 맥널리는 7이닝 4실점(2자책)을 기록하며 팀의 8–4 승리에 기여했다. 시즌 첫 선발 등판한 네 경기에서 3.19의 평균자책점을 기록했고, 3승을 따냈다. 4월 22일에는 9회에도 마운드에 오르면서 파이리츠의 타선을 3실점으로 막았고, 시즌 3승째를 거뒀다. 하지만 이후 등판한 8경기에서 승리 없이 6패만을 기록했고, 같은 기간의 평균자책점은 6.60이었다. 6월 8일 샌디에이고 파드리스와의 더블헤더 1차전에서 맥널리는 6이닝 5실점(4자책)을 기록했고, 이 경기는 맥널리의 메이저 리그 마지막 경기가 되었다. 다음날 맥널리는 은퇴를 선언하며 “[속구]를 던질 수 없습니다. 힘이 없고, 더 나아질 것이라는 희망도 없습니다. 제대로 된 역할을 할 가능성은 전혀 없고, 그렇게 하려고 돈을 받는 것도 아닙니다.”라고 심경을 밝혔다. 이해 시즌 성적은 12번 선발 등판해 77+1⁄3이닝 동안 3승 6패, 평균자책점 5.24, 36탈삼진, 36볼넷, 88피안타였다. 엑스포스의 스포츠 캐스터 자크 두세는 시즌 전 맥널리가 포함된 트레이드를 두고 볼티모어의 일방적인 승리라고 보았는데, 그 이유는 커크패트릭은 메이저 리그에 올라오지도 못했으며 코긴스는 13경기 출전에 그쳤기 때문이다.

## 1975년 보류 조항 논쟁
맥널리는 메이저 리그 베이스볼(MLB)의 보류 조항 폐지로 이어진 역사적인 1975년의 자이츠 판결에서 의미있는 역할을 했고, 이는 오늘날의 자유계약선수제도로 이어졌다. 맥널리와 앤디 메서스미스는 1975년 당시 유효했던 1년 보류 조항으로 뛰고 있던 유일한 선수였다. 두 선수는 계약을 맺지 않았지만 보류 조항 규정에 따라 팀에 묶여 있었고, 이 규정에 도전해 자유계약 자격을 얻어냈다.
맥널리는 1975년 6월에 은퇴했고, 실제로 자신이 자유계약선수임을 주장할 의도는 없었다. 존 헬리어의 책 《The Lords of the Realm》에 따르면 마빈 밀러 선수 노조 사무총장이 맥널리에게 보류 조항에 문제 제기를 하는데 있어 이름을 올려달라고 요청했고, 맥널리가 이에 동의했다. 헬리어의 책에 따르면 밀러 사무총장은 맥널리를 메서스미스가 새로운 계약을 맺게 될 경우를 대비한 ‘보험’으로 생각했다고 한다. 메이저 리그 사무국은 문제 제기에 있어 맥널리의 이름을 빼고 싶어했고, 엑스포스 구단 측은 그가 팀에 복귀할 경우 2만 5천 달러(오늘날 화폐 가치로 120,238달러)의 사이닝 보너스와 12만 5천 달러(오늘날 화폐 가치로 601,190달러)의 계약을 제안했다. 하지만 맥널리는 이를 거절했다. 사무국 측은 메서스미스 또한 계약에 서명해 문제 제기를 그만 두길 원했다.
밀러 사무총장은 자신의 회고록 《A Whole Different Ballgame》에서 헤일러의 위와 같은 설명에 동의했다. 책에 따르면 메서스미스가 1975년 당시 커리어의 정점에 있었기 때문에 보류 조항에 대해 도전할 수 있는 첫 사례였지만, 워터 오맬리 다저스 구단주가 문제 제기에 관한 중재 전에 메서스미스와 계약을 완료한다는 전제 하에 맥널리의 이름을 포함시키고 싶었다고 한다. 오리올스 시절 메이저 리그 베이스볼 선수 협회(MLBPA)의 선수 대표로 활동했던 맥널리는 밀러 사무총장이 그를 메서스미스의 문제 제기에 동참시키기 위해 연락을 취했을 때 빌링스의 포드 판매원으로 일하고 있었다. 맥널리는 밀러 사무총장의 제안에 동의했고, 이는 다저스가 메서스미스와 계약을 맺더라도 문제 제기가 계속해서 이어짐을 의미했다. 밀러 사무총장은 “맥널리는 14년간 선발로 뛰었지만, 자신의 커리어에서 마지막 역할은 중재에 있어 구원으로 나서는 것이었다.”라며 역설적으로 표현했다.

## 투구 스타일
맥널리가 기본적으로 구사했던 구종 세 가지는 속구, 커브, 슬라이더였다. 특히 직구 컨트롤이 매우 좋은 선수였다. 파머는 맥널리의 커브와 슬라이더를 두고 “훌륭한 커브와 살인적인 슬라이더”라고 평하기도 했다. 슬라이더는 나중에 추가된 구종이었는데, 맥널리는 마이너 리그에서는 슬라이더를 사용했지만 부상을 겪었던 1967년 시즌 이후까지 주로 속구와 커브에만 의존했다. 1968년에 불펜 세션에서 슬라이더를 시도했는데 포수 에체바렌이 이를 눈여겨 보았고, 남은 커리어 동안 투구 레퍼토리에 추가해 활용하게 되었다. 위버 감독은 맥널리의 성공 비결이 자신의 구종을 잘 섞는 능력에서 온다고 하면서 “[맥널리]는 노련하고 지능적으로 공을 던졌습니다. 체인지업으로 상대를 농락하고, 엄청난 커브로 속인 뒤에 속구로 제압하는 것을 좋아했습니다.”라고 말했다. 밤버거 투수 코치 또한 “세상에는 공이 더 빠르고 더 나은 커브를 구사하는 선수들이 있지만, 맥널리는 자신이 갖고 있는 구종을 정확히 어떻게 사용하는지 알고 있는 게 차이점입니다.”라고 말했다. 파월은 맥널리가 투구와 투구 사이의 간격이 굉장히 짧았던 것을 떠올리며, “‘얘들아 가자. 빨리 끝나고 여기를 벗어나자. 우리는 해야 할 더 좋은 일이 있어.’라는 식이었죠. 그는 압도적이지는 않았지만, 자신이 갖고 있는 것들로 마법을 부리는 사람이었습니다.”라고 이야기했다. 맥널리를 상대했던 에인절스의 타자 켄 맥멀런은 맥널리의 커브볼을 두고 “대단하다”고 칭하며 그가 타석 때마다 “언제든지” 커브를 던질 수 있다고 이야기했다. 워싱턴의 스타 프랭크 하워드는 맥널리가 커리어 동안 가장 어려움을 겪었던 타자 중 한 명이었다. 하워드와 윌리 호턴은 맥널리에게 통산 6개 이상의 홈런을 기록한 유일한 타자였다. 하지만 맥널리는 하워드의 소속팀 워싱턴 세너터스가 1971년 시즌 후 텍사스주로 연고지를 옮기기 전까지 그들을 상대로 13연승을 거두는 등 준수한 성적을 거뒀다.

## 사생활
맥널리는 고등학교 시절 연인이었던 진 호퍼와 1961년 결혼했다. 부부는 두 아들 제프, 마이크와 세 딸 팸, 수잔, 앤을 두었고, 1966년에 메릴랜드주 루서빌에 집을 구입했다. 제리 호프버거 볼티모어 구단주는 비시즌 기간에 맥널리로 하여금 자신의 브루어리에서 일하게 했다. 몬트리올에서 마지막 시즌을 뛰고 은퇴한 직후, 맥널리는 가족 구성원이 루서빌에서 계속 지낼 수 있게 했고 자녀들은 그해 학년을 마칠 수 있었다. 가족이 아직 이사하기 직전인 1975년 6월, 맥널리는 자신을 9일 동안 괴롭혔던 만성적인 딸꾹질을 치료하기 위해 볼티모어에 있는 시나이 병원에 입원했다. 3일 뒤 딸꾹질은 멈췄다.
야구계에서 은퇴한 후 맥널리는 빌링스로 돌아가 자신의 형 짐과 함께 자동차 산업에 뛰어들었다. 선수 시절이던 1973년 짐이 운영하고 있던 자동차 대리점을 구입했고, 빌링스로 돌아온 후에는 두 번째 대리점을 구입해 운영했으며, 이후에 세 번째 대리점도 열었다. 맥널리는 기자 모리 앨런에게 “야구는 가볍게 임하지만, 자동차 사업은 더 주의 깊은 자세로 임합니다.”라고 말했다. 맥널리는 골프를 취미로 했고, 핸디캡이 8이었다. 아들 제프는 1980년 고등학교를 졸업하고 밀워키 브루어스의 지명을 받았지만 프로 선수로 뛰지 않았고, 대신 스탠퍼드 대학교에 진학했다. 맥널리는 1997년에 폐암과 전립선암 진단을 받고 5년 더 살다가 2002년 사망했다.

## 평가
볼티모어에서의 맥널리와 파머, 쿠엘라는 1960년대와 1970년대 초반에 역사상 가장 강력한 선발 로테이션을 구성했던 선수들이었다. 위버 감독은 맥널리를 두고 “데이브는 믿을 수 없는 선수”라고 말하며, “100퍼센트 신사였어요. 아들이 닮기를 바라는 종류의 사람이었죠.”라며 맥널리의 평소 성격에 대해서도 칭찬했다. 실제로 맥널리와 그의 아내 진은 파머의 막내 딸의 대부 역할을 했다.
맥널리는 볼티모어에서 통산 13시즌을 뛰며 구단 기록의 여러 부문에도 자신의 이름을 남겼다. 1974년 팀을 떠나기 전까지 볼티모어에서만 181승을 거두며 구단 최다승 기록을 갖고 있었고, 현재에도 볼티모어 프랜차이즈 역사상 파머의 268승에 이어 다승 부문 2위에 랭크되어 있다. 파머의 53완봉에 이어 33완봉으로 볼티모어 투수 역사상 완봉 2위에 랭크되어 있으며, 통산 투구 이닝 부문에서도 파머의 3,948이닝에 이어 2652+2⁄3이닝으로 볼티모어 투수 역대 2위이다. 탈삼진 부문에서는 파머의 2,212개, 마이크 무시나의 1,535개에 이어 1,476탈삼진으로 3위에 이름을 올리고 있으며, 등판 경기 수는 412경기로 팀 내 통산 4위, 선발 등판 경기 수는 384경기로 팀 내 통산 2위이다. 맥널리는 볼티모어의 단일 시즌 기록 또한 여러 개 갖고 있다. 1970년에 거둔 24승은 팀 내 역대 3위이며, 1968년 22승은 팀 내 역대 9위이다. 1968년에 기록한 202탈삼진은 오리올스 선수로는 단일 시즌 역대 7위에 해당한다. 1972년에는 6완봉을 기록했는데 이는 오리올스 선수 단일 시즌 역대 4위이며, 1968년에 기록한 평균자책점 1.95는 볼티모어 역사상 단일 시즌 9위로 1973년의 밥 레이놀즈와 동률이다. 세인트루이스 브라운스 시절이었던 1954년 이전의 선수들을 제외한다면, 스튜 밀러(1965년 평균자책점 1.89)를 제외하고 맥널리와 레이놀즈보다 낮은 평균자책점을 기록한 선수는 없다.
1978년, 맥널리는 볼티모어 오리올스 명예의 전당에 헌액되었다. 《스포츠 일러스트레이티드》는 1999년에 몬타나주의 20세기 운동 선수로 맥널리를 선정했고, 맥널리는 같은 해 오리올스 세기의 팀에도 뽑혔다. 2004년 《스포츠 일러스트레이티드》에서는 몬타나주 주민을 대상으로 ‘주 출신 선수 또는 주에 연고지를 두고 있는 팀에서 뛴 선수 중 가장 위대한 운동 선수’를 묻는 설문조사를 진행했는데, 맥널리는 데이브 디킨슨(19%)과 얀 스테네루드(18%)에 이어 9%의 득표로 3위에 선정되었다.